# Poecilium maaki
Poecilium maaki är en skalbaggsart. Poecilium maaki ingår i släktet Poecilium och familjen långhorningar.

## Underarter
Arten delas in i följande underarter:
- P. m. maaki
- P. m. viarius